# آنا وو
آنا وو (بالصينية: 胡紅玉) هي محامية صينية، ولدت في 25 يناير 1951 في هونغ كونغ في الصين. كانت عضو سابق في المجلس التنفيذي لهونغ كونغ. تأهلت كمحامية بعد تخرجها من كلية الحقوق بجامعة هونغ كونغ، وهي حاليا مستشارة إدارية.